# David Wells (Radsportler)
David Wells (* 14. April 1951 in Romford) ist ehemaliger britischer Radrennfahrer.

## Sportliche Laufbahn
Wells war im Straßenradsport aktiv. 1973 gewann er das Etappenrennen Essor breton in Frankreich, wo er einige Jahre lebte. 1974 siegte Wells im Einzelzeitfahren Grand Prix des Nations (Amateurrennen) vor Jørgen Marcussen und im Paarzeitfahren Flèche d’Or mit Jean-Pierre Biderre als Partner. 1975 holte er den Gesamtsieg im Etappenrennen Circuit Franco-Belge. 1977 war er bei Paris–Conerre erfolgreich. 1978 startete Wells als Berufsfahrer, beendete seine Profilaufbahn aber noch im selben Jahr.